# خوان مودستو
خوان مودستو (انگلیسی: Nino؛ زادهٔ ۱۰ ژوئن ۱۹۸۰) بازیکن سابق فوتبال اهل اسپانیا است که در پست مهاجم بازی می‌کرد. او در حال حاضر دستیار مدیر باشگاه الچه سی اف ایلیسیتانو است.